# Jan Crouch
Janice Wendell Bethany "Jan" Crouch  (New Brockton, Alabama,14 de marzo de 1938 - New Brockton, Alabama, 31 de mayo de 2016) Crouch y su marido, Paul, fundaron la cadena de televisión Trinity Broadcasting Network (TBN) en 1973.

## Enfermedad y fallecimiento
Crouch sufrió un derrame cerebral el 25 de mayo de 2016, y fue hospitalizada. Falleció en Orlando, Florida, el 31 de mayo de 2016. Tenía 78 años.